# Heimatmuseum Benshausen

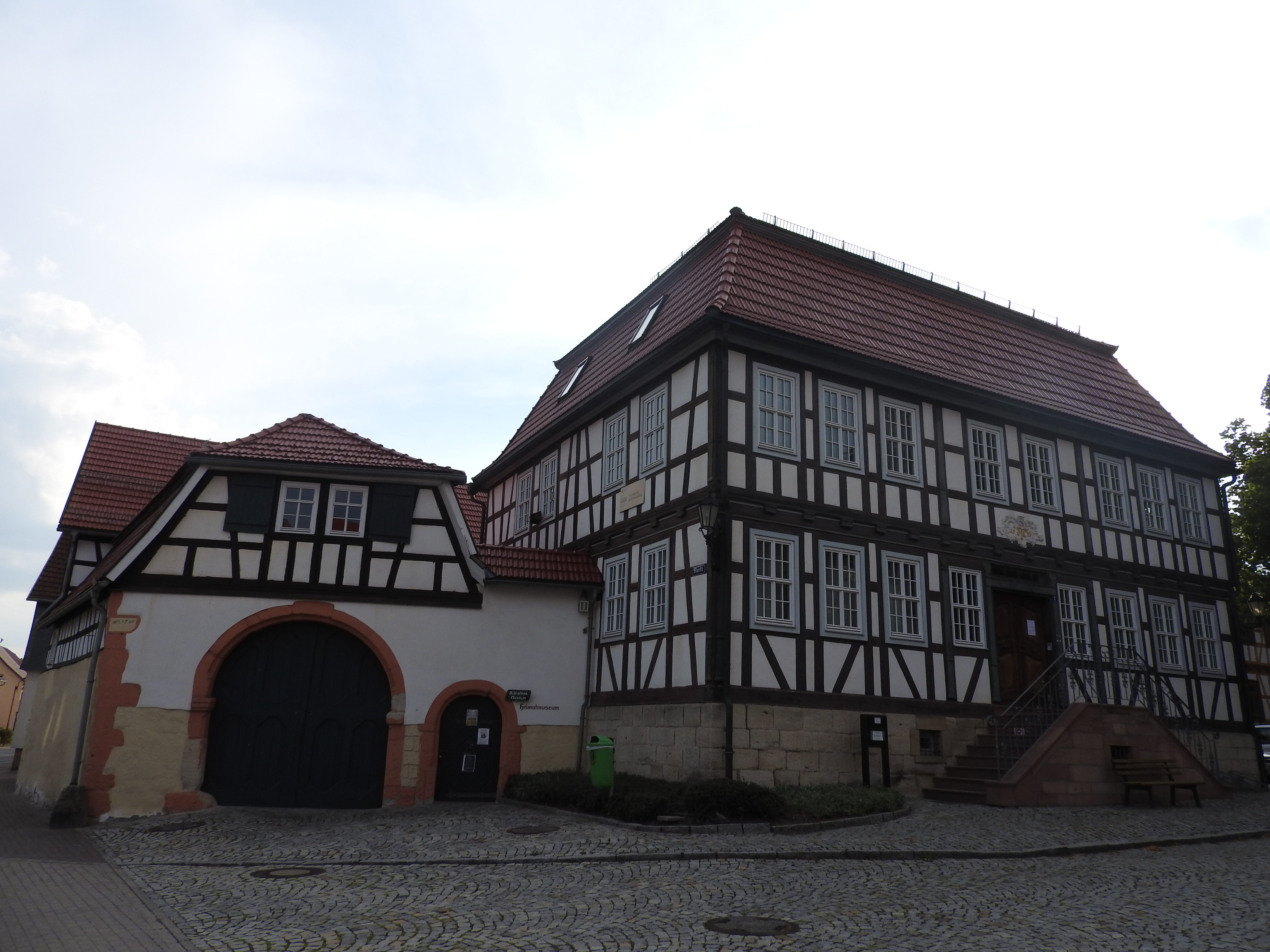
Vierseithof Benshausen

Das Heimatmuseum Benshausen ist ein Heimatmuseum in Benshausen, einem Ortsteil von Zella-Mehlis im Landkreis Schmalkalden-Meiningen in Thüringen. Es wurde 1996 eröffnet und befindet sich in einem der wenigen vollständig erhaltenen vierseitig umbauten Höfe Deutschlands. Seit der Eingemeindung 2019 gehört es zu den Museen der Stadt Zella-Mehlis.

## Geschichte
Das erste Heimatmuseum von Benshausen befand sich in einem Seitengebäude des ersten Pfarrhauses. Als der Vierseithof in den 1990er Jahren aufwendig saniert wurde, wurde das Museum dort im Nebengebäude untergebracht. Das Hauptgebäude des Gebäudeensembles wurde 1786 von Johann M. Lotz in der Blütezeit des örtlichen Weinhandels errichtet. Nach der Sanierung diente es ab 1999 als Rathaus der Gemeinde. Seit der Eingemeindung 2019 befindet sich dort ein Bürgerservicebüro sowie die Bibliothek des Ortsteils.

## Museumsbereiche
Das Heimatmuseum verteilt sich auf verschiedene Geschosse. Während im Gewölbekeller der Weinhandel und mit ihm verbundene Berufe behandelt werden, werden in der Scheune landwirtschaftliche Geräte gezeigt. In der ehemaligen Gesindewohnung im Erdgeschoss sowie im ehemaligen Dachboden der Gesindewohnung sind überwiegend häusliche Objekte aus den vergangenen Jahrhunderten ausgestellt.